# Микис Теодоракис
Микис Теодоракис (на гръцки: Μίκης Θεοδωράκης) е гръцки композитор, политик и общественик от XX век. Получава международно признание с музиката към филмите „Зорба гъркът“ (1964) и „Серпико“ (1973). 

## Биография
Роден е на остров Хиос на 29 юли 1925 година. По време на Втората световна война участва в съпротивителното движение, залавян е и подлаган на разпит от германските окупационни власти. В периода на Гражданската война (1946 – 1949) е заточен на остров Икария, а след това и в концлагер. През 1950 година завършва Атинската консерватория, а от 1954 до 1959 година учи в Парижката консерватория. Докато живее в Париж, твори усилено. От този период са множество прелюдии, сонати, симфонии и 3 балета. През 1959 година се завръща в Гърция и в 1964 година за първи път става член на гръцкия парламент с Единната демократическа левица. След преврата от 1967 година музиката му е забранена, изпратен е в затвор, където лежи 6 месеца, а през 1969 година отново попада в концлагер. След застъпването за него на известни личности по света той напуска Гърция и отново живее в Париж до падането на военната хунта през 1974 година, когато се завръща окончателно в Гърция. През 1980-те и 1990-те е избран като депутат два пъти с Комунистическата партия на Гърция и два пъти с Нова демокрация, дори става министър без портфейл в правителството на Константинос Мицотакис.
Умира в град Атина на 2 септември 2021 година. 